# Ильиных, Николай Яковлевич
Николай Яковлевич Ильиных (род. 10 декабря 1959, Тобольск, Тюменская область) — советский биатлонист и судья по биатлону, чемпион СССР в эстафете (1981) и гонке патрулей (1982). Мастер спорта СССР международного класса, заслуженный работник физкультуры и спорта РФ.

## Биография
Окончил ГДОИФК. Во время учёбы, в 1977—1981 годах выступал за спортивное общество «Буревестник» и город Ленинград. Летом 1981 года перебрался в Минск и стал представлять общество «Динамо».
В 1981 году завоевал золотые медали чемпионата СССР в составе сборной общества «Буревестник». В 1982 году в составе сборной «Динамо» стал чемпионом СССР в гонке патрулей, а в 1983 году с динамовской командой выиграл бронзовые медали в эстафете.
На соревнованиях Кубка СССР по биатлону становился победителем в спринте (1981) и эстафете (1983), также в 1981 году завоевал серебряную медаль Кубка СССР в эстафете и бронзовую — в индивидуальной гонке.
По окончании спортивной карьеры вернулся в родной Тобольск и стал судьёй соревнований по биатлону. Имеет международную судейскую категорию (2003). По состоянию на 2016 год возглавляет коллегию биатлонных судей Тюменской области, также входит в тренерский совет областной Федерации биатлона. В качестве судьи работал на зимней Олимпиаде-2014 в Сочи и чемпионате мира по летнему биатлону 2014 года в Тюмени. Кроме того, работает заведующим кафедрой физического воспитания Тобольского педагогического института им. Д. И. Менделеева.

## Личная жизнь
Супруга — Ирина Ильиных (Быкова), российская биатлонистка, чемпионка Европы.